# Luftseilbahn Iltios–Chäserrugg

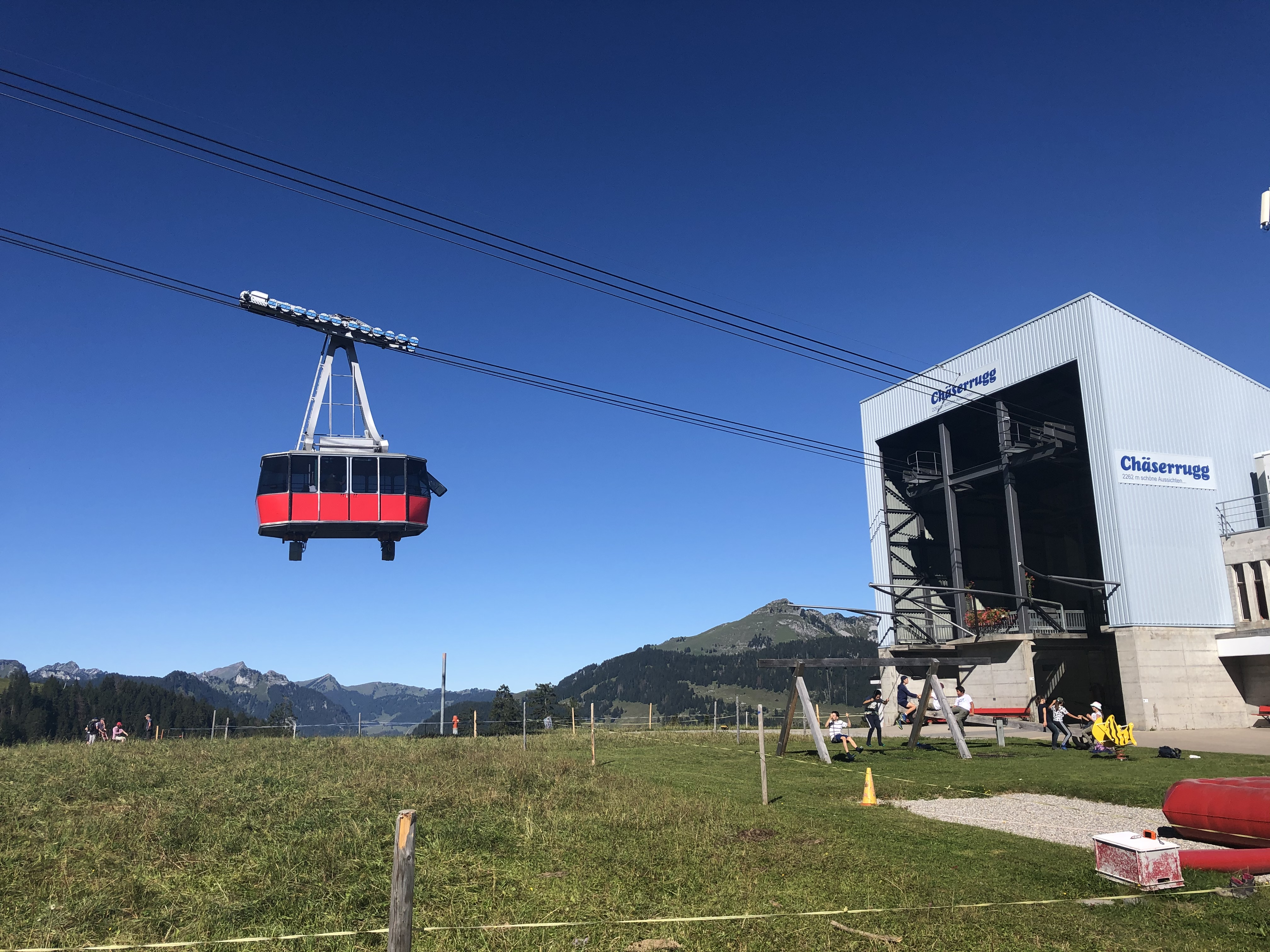
Station Iltios (2020)

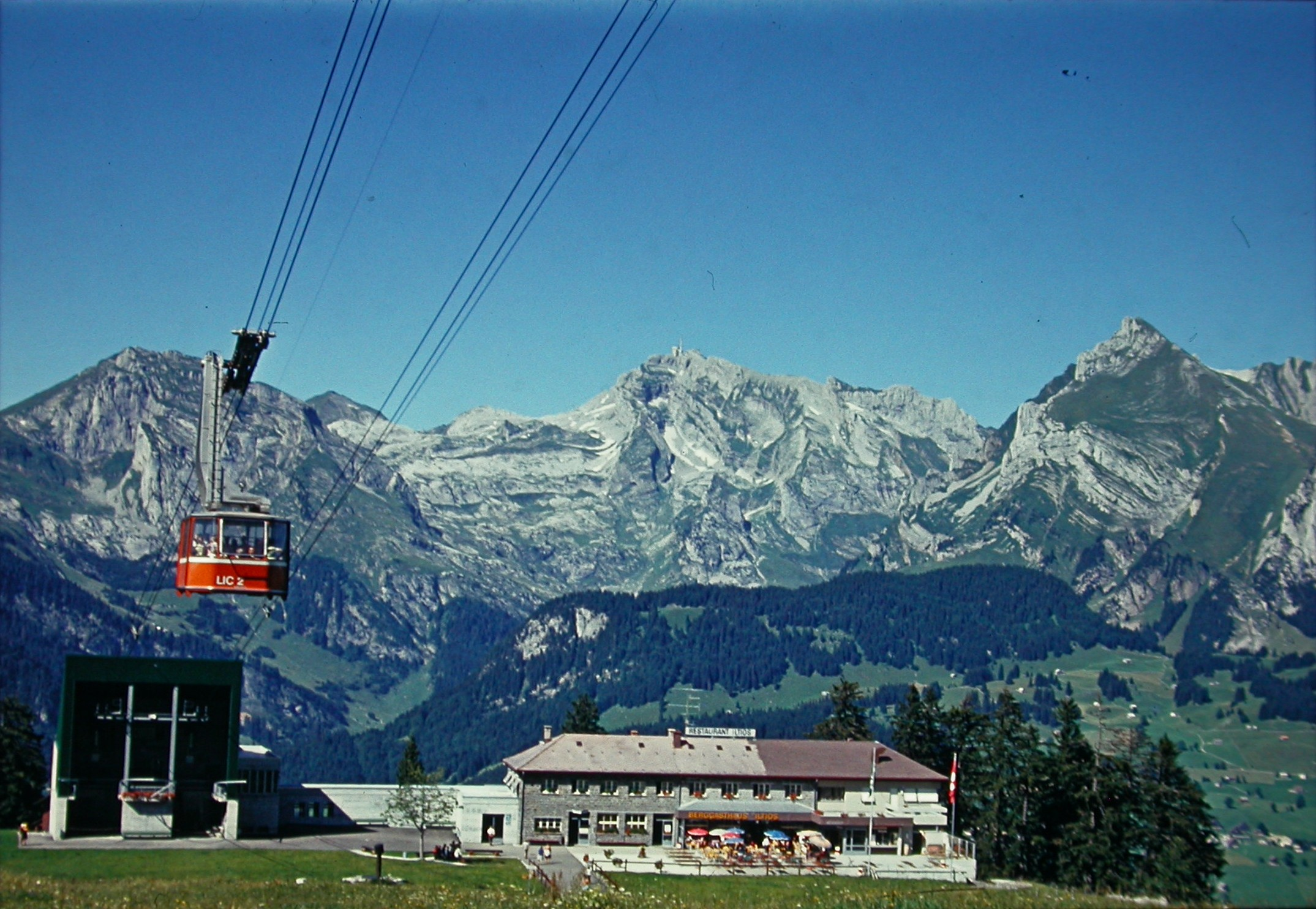
Station Iltios (1974, zwei Jahre nach der Eröffnung)

Die Luftseilbahn Iltios-Chäserrugg, kurz auch als Chäserruggbahn bezeichnet, ist eine Bergbahn in Unterwasser im Toggenburg im schweizerischen Kanton St. Gallen. Sie führt vom Iltios auf 1339 m ü. M. auf den Chäserrugg (2262,4 m). Die Luftseilbahn ist eine Verlängerung der Iltiosbahn, die vom auf 911 m. ü. M. gelegenen Unterwasser zur Bergstation Iltios führt. Beide Bahnen werden von der Toggenburg Bergbahnen AG betrieben.
Die Chäserruggbahn gehört zum Skigebiet Obertoggenburg. Im Winter wird sie hauptsächlich von Skifahrern und im Sommer von Bergwandern frequentiert. 

## Geschichte
Ein erstes Konzessionsgesuch für eine Pendelbahn vom Iltios auf den Chäserrugg wurde 1961 eingereicht. Nach langem Hin und Her wurde die Konzession 1966 erteilt, wegen Finanzierungsschwierigkeiten wurde die Bahn dann jedoch nicht gebaut. 
Erst mehr als zehn Jahre später wurde das Projekt wieder aufgenommen. Der Bau begann 1971, die Eröffnung erfolgte 1972.  
1981 wurde das Angebot des Skigebiets auf dem Chäserrugg durch den Bau des Skilifts Ruggschopf-Chäserrugg ergänzt. 
1991 fusionierte die Gesellschaften der Luftseilbahn und der Standseilbahn zur "Bergbahnen Unterwasser-Iltios Chäserrugg AG" (BUIC).
2008 wurde die BUIC durch die Toggenburg Bergbahnen AG übernommen.
2015 wurde eine Gondelbahn gebaut, die eine deutliche Kapazitätssteigerung mit sich bringt und die Pendelbahn entlastet, im selben Jahr wurde auch das neue Bergrestaurant auf dem Chäserrugg eröffnet.